# Bathytoshia
Bathytoshia is een geslacht uit de familie van pijlstaartroggen (Dasyatidae), orde Myliobatiformes.

## Soortenlijst
- Bathytoshia brevicaudata (Hutton, 1875) – Gladde pijlstaartrog
- Bathytoshia centroura (Mitchill, 1815) – Gestekelde pijlstaartrog
- Bathytoshia lata (Garman, 1880)